# 頗瓦
頗瓦（梵文：saṃkrānti，藏文：འཕོ་བ་，威利：'pho ba，英语：Phowa，Powa），又譯為破瓦、破瓦法，義譯為遷識、遷識法、遷識瑜伽，密宗術語，是一種密宗的禪定修行法，是那洛六法之一，盛行於藏傳佛教中。

## 釋義
在藏文中，頗瓦（Phowa）是遷移的意思。它是一種禪定的練習，在禪定中，以觀想的方式，想像自己進入死亡過程，神識離開自己的肉體。修行者可以自由選擇自己下一世轉世的地方，一般來說，修行者會想像自己的意識轉生到淨土之中。
它被形容是一種「練習如何清醒地死亡」、「如何在死亡時轉變自己的意識」、「不需要進入禪定也能開悟」的方法。傳統上，當藏人將要過世時，他們的親人會尋找喇嘛，在病床邊為他傳授頗瓦法，以讓他順利投生到天界或淨土去。破瓦法的精華是奪舍瑜伽。

## 修行方法
頗瓦法的修行方式，先觀想自己為觀世音菩薩，自己的上師以阿彌陀佛的形象出現在自己頭頂。
接著觀想種子字，以白色的種子字，封住身上的八竅（雙眼、雙耳、雙鼻孔、嘴、下部所有孔竅，如大小便孔），接著觀想氣歸入中脈，在心輪的位置，自己的神識形成白色種子字。觀想心間的白色種子字，順著中脈往上，由頭頂梵穴出去，一直向上射入阿彌陀佛的心輪。
據說如果修行成功，頭上在梵穴的位子會出現一個凹陷的小洞。當自己真正面臨死亡時，只要在死亡當下修行遷識法，就可以將自己的神識投生到極樂世界，或是自己選定的地方。

## 傳承
它是由马尔巴传来西藏。

## 外部連結
- Согьял Ринпоче. Книга жизни и практики умирания （页面存档备份，存于） （俄文）
- Die Zwischenzustände, Teil 2: Der Bardo des Sterbens - von Lopön Tsechu Rinpoche （页面存档备份，存于） （德文）
- The Essential Phowa Practice, as defined by Sogyal Rinpoche in The Tibetan Book of Living and Dying （页面存档备份，存于） （英文）